# Edificio del Instituto de Enseñanza Secundaria Valle-Inclán
El edificio del Instituto Valle-Inclán es un gran edificio ecléctico y modernista situado en el centro de la ciudad española de Pontevedra. Debe su nombre al escritor Valle-Inclán, que estudió y vivió en Pontevedra. Es la sede del Instituto de Enseñanza Secundaria Valle-Inclán y fue sin interrupción el primer y único instituto de enseñanza secundaria de la provincia de Pontevedra desde 1845 hasta 1927.

## Ubicación
El instituto está situado en el lado más occidental de la Gran Vía de Montero Ríos (proyectada en la década de 1870 e inaugurada en 1893), frente a la Alameda de Pontevedra. Se trata del nuevo barrio burgués creado tras el derribo de las murallas de la ciudad  a partir de 1855. La construcción de otros grandes edificios como el Palacio de la Diputación Provincial de Pontevedra, o el Edificio de la Escuela Normal de Pontevedra hicieron de este lugar el gran espacio de ocio de la burguesía de la ciudad a finales del siglo XIX y en las primeras décadas del siglo XX.

## Historia
El Instituto de Segunda Enseñanza de Pontevedra (posteriormente denominado Instituto General y Técnico de Pontevedra en 1901 e Instituto Nacional de Pontevedra en 1924), fue creado por Real Decreto de 30 de octubre de 1845 en el marco del Plan General de Estudios (conocido como Plan Pidal), que creaba un centro de enseñanza secundaria en cada capital de provincia española. El Instituto Público Provincial de Segunda Enseñanza de Pontevedra se inauguró el 19 de noviembre de 1845 y su sede se estableció en el antiguo Colegio de los Jesuitas, situado en el edificio contiguo a la iglesia de San Bartolomé. En 1880, el instituto acogió parte de la Exposición Regional de Galicia que tuvo lugar en la ciudad.
En 1902 el instituto fue trasladado al edificio de la Escuela Normal (hoy perteneciente a la Diputación de Pontevedra), para poner fin a los numerosos gastos que ocasionaban las reparaciones del antiguo Colegio de los Jesuitas y en esa localización estuvo hasta la inauguración del nuevo edificio propio en 1927.
La iniciativa oficial para la construcción de un nuevo edificio para el Instituto de Enseñanza Media partió del Ministro de Instrucción Pública y Bellas Artes, Manuel Allendesalazar y Muñoz de Salazar, a principios de 1903, cuando se convocó un concurso para la elaboración del proyecto. El Ayuntamiento de Pontevedra cedió los terrenos anexos a las ruinas del Convento de Santo Domingo, que estaban parcialmente ocupados por el hospicio en el solar del derruido convento dominico. Con su construcción se completó la gran avenida de grandes edificios oficiales de la Gran Vía. Además del instituto, los edificios del Palacio de la Diputación de Pontevedra y la antigua Escuela Normal dieron forma a esta nueva arquitectura oficial de las últimas décadas del siglo XIX.
El proyecto de los arquitectos Joaquín Rojí López-Calvo y José de Lorite Kramer fue seleccionado en julio de 1904, según consta en las actas del instituto. Las obras salieron a concurso por un importe de 575.109,20 pesetas. El edificio constaba de dos patios, capilla, biblioteca y laboratorios. La obra fue promovida por el ministro Augusto González Besada (antiguo alumno del instituto). El 5 de enero de 1905, los dos arquitectos autores del proyecto del edificio llegaron de Madrid para iniciar las obras del Instituto Provincial General y Técnico de Pontevedra y se reunieron con el alcalde Bernardo López Suárez y el contratista, Manuel Domínguez. El 4 de mayo, los arquitectos regresaron a la ciudad y se realizó el replanteo del terreno para comenzar las obras. En febrero de 1906 se inició la construcción del edificio y en abril ya trabajaban en él numerosos obreros, siendo transportado el material mediante carros.

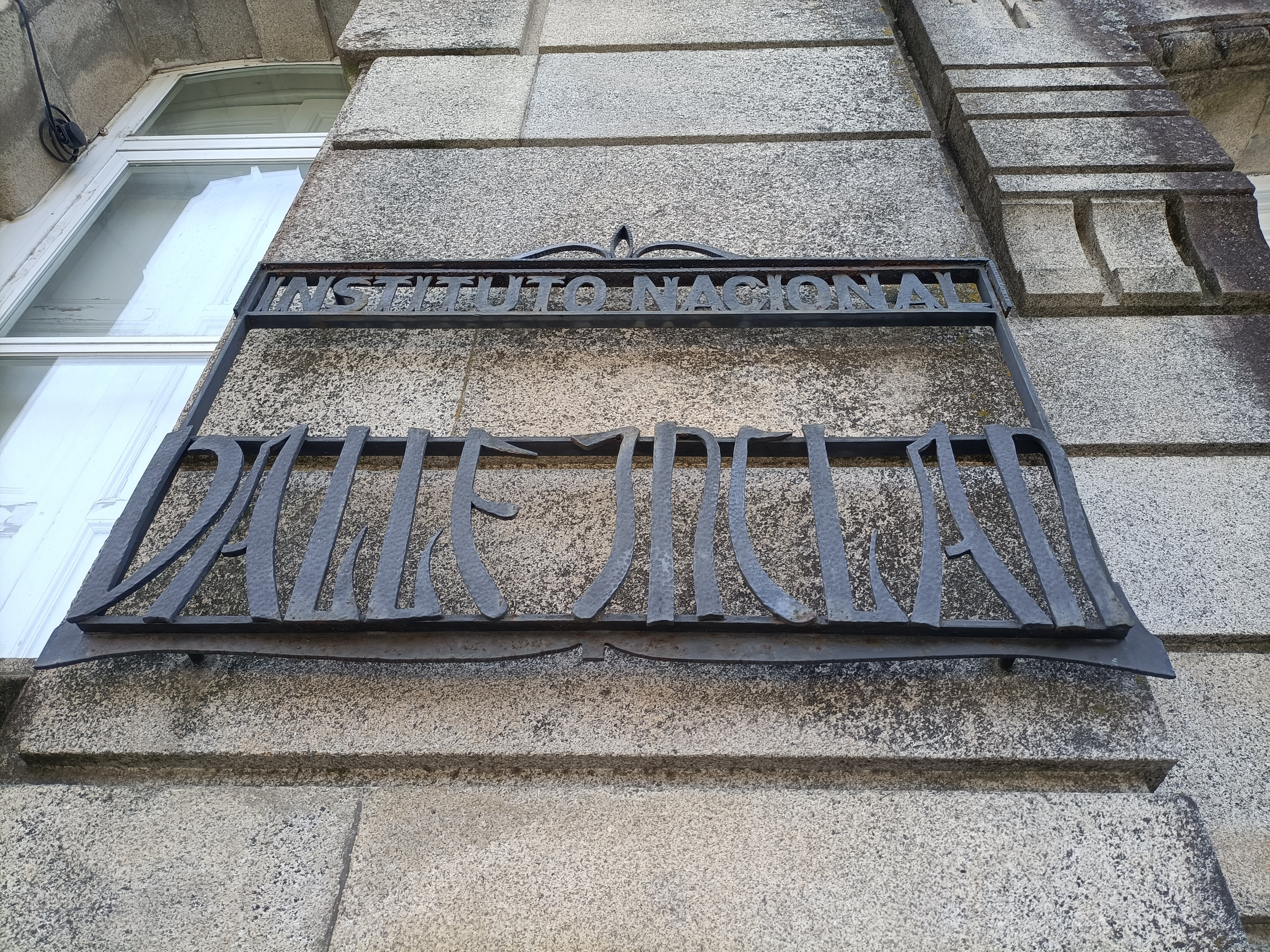
Antigua placa del Instituto Nacional Valle-Inclán en la fachada principal

Las obras finalizaron a principios de 1926, tardando más de lo previsto debido a la crisis económica. El arquitecto Joaquín Rojí se desplazó a Pontevedra el 28 de febrero de 1926 para dar el visto bueno al edificio. A continuación se le encargó el presupuesto de la dotación interior, que tardó más de un año. El instituto fue inaugurado el 27 de septiembre de 1927 por el rey Alfonso XIII durante una visita a Pontevedra.
En la posguerra, los alumnos del instituto (chicos y chicas) fueron separados en dos plantas diferentes con entradas independientes. En 1963 se creó un instituto femenino, que se convertiría en el actual IES Valle-Inclán, y se reformó el edificio. El instituto femenino se trasladó temporalmente en 1964 al edificio de la Escuela Normal durante las obras de reforma. La última reforma completa del edificio se acometió en 1972.
En 2023 empezó una importante reforma del edificio, en la que la Junta de Galicia invirtió 6 millones de euros. Entre otras mejoras, se sustituyeron todas las ventanas del edificio, se renovaron los sistemas de agua caliente, calefacción e iluminación y se mejoró la estructura del edificio reforzando los forjados y renovando la cubierta metálica del patio cubierto. En abril de 2025 concluyó la rehabilitación integral del edificio, que incluyó la renovación de la carpintería exterior, que recuperó su color marrón original, incluidas las tres puertas principales y la lateral hacia el parque de las Palmeras, mientras que las contraventanas se mantuvieron blancas. También se restauraron las vidrieras de las ventanas situadas sobre las puertas. La última parte de la rehabilitación se centró en la recuperación de una parte oculta del patio interior colindante con las ruinas de Santo Domingo.
Durante el siglo XX, profesores de la talla de Castelao, Gonzalo Torrente Ballester, Aquilino Iglesia Alvariño, Jesús Muruais, Emilio Álvarez Giménez, Víctor Said Armesto, Antonio Losada Diéguez,  José Filgueira Valverde y Bibiano Fernández Osorio y Tafall le dieron la fama suficiente para ser uno de los más valorados en el ámbito de la enseñanza.
Es uno de los pocos antiguos institutos españoles que ha conservado su uso original a lo largo de los años, desde la inauguración del edificio.

## Descripción
Es un sobrio y elegante ejemplo de los estilos ecléctico y modernista. Su fachada principal y entrada se encuentran en la Gran Vía de Montero Ríos, aunque el edificio tiene una salida trasera que da a un patio trasero de forma irregular cerrado por una valla para uso del instituto y otra salida en la esquina posterior donde se encuentra la torre frente al Parque de las Palmeras.
Consta de sótano, planta baja y dos pisos. Destaca la decoración de los almohadillados de las fachadas y de las puertas, así como la decoración de los dinteles de las ventanas y de los lucernarios de la parte central del tejado. La decoración de la fachada consiste principalmente en motivos geométricos sobre las ventanas y las puertas, así como motivos florales y pequeños círculos. El cuerpo central de la fachada de la entrada principal está decorado en estilo modernista: un gran ventanal con dintel curvo y un ritmo geométrico secesionista. Cuenta con una torre en la que residieron los directores del instituto durante los primeros años de su existencia.
En el interior, una gran escalera central de mármol, iluminada por un gran lucernario modernista con el escudo de Pontevedra, permite el acceso a la primera planta y finaliza frente al paraninfo del centro. El edificio cuenta con varias escaleras laterales que comunican con las diferentes plantas, que eran originalmente de madera y de caracol. La configuración del edificio es simétrica y regular, con las aulas del ala principal del edificio organizadas en torno a un patio central rectangular con cubierta metálica rodeado de grandes ventanales que aportan luz. El edificio cuenta con tres patios: el central, otro en la parte posterior que conduce a la calle Frei Tomás de Sarria y que se utiliza como aparcamiento y un tercero anexo a las ruinas de Santo Domingo. El edificio tiene 8.300 metros cuadrados de superficie y 323 ventanas en cuatro plantas.
En la planta baja se encuentra la biblioteca del instituto. Esta gran sala tiene una escalera de madera que conduce a un nivel superior, donde hay una pasarela que rodea las estanterías de libros y una barandilla de madera.
En el instituto, cuyo edificio es de los más insignes de Galicia, estudian más de 760 alumnos. Como gran edificio e instituto histórico gallego, ha sido calificado como "catedral educativa".

## Cultura
En 1966 se aprobó una propuesta de Gonzalo Torrente Ballester y el instituto adoptó su nombre actual "Valle-Inclán" por la relación del escritor con la ciudad, donde estudió, vivió, escribió y publicó su primer libro "Femeninas" en 1895. Valle-Inclán, a la edad de 12 años, comenzó sus estudios de bachillerato en Pontevedra, que finalizó también en Pontevedra en 1883.
El instituto fue el lugar de nacimiento del Aula Castelao de Filosofía y, al mismo tiempo, de la Semana Gallega de Filosofía. En el instituto han estudiado, entre otras personalidades públicas, el presidente de la Junta de Galicia Alfonso Rueda y el alcalde de Pontevedra Miguel Anxo Fernández Lores.

## Galería de imágenes

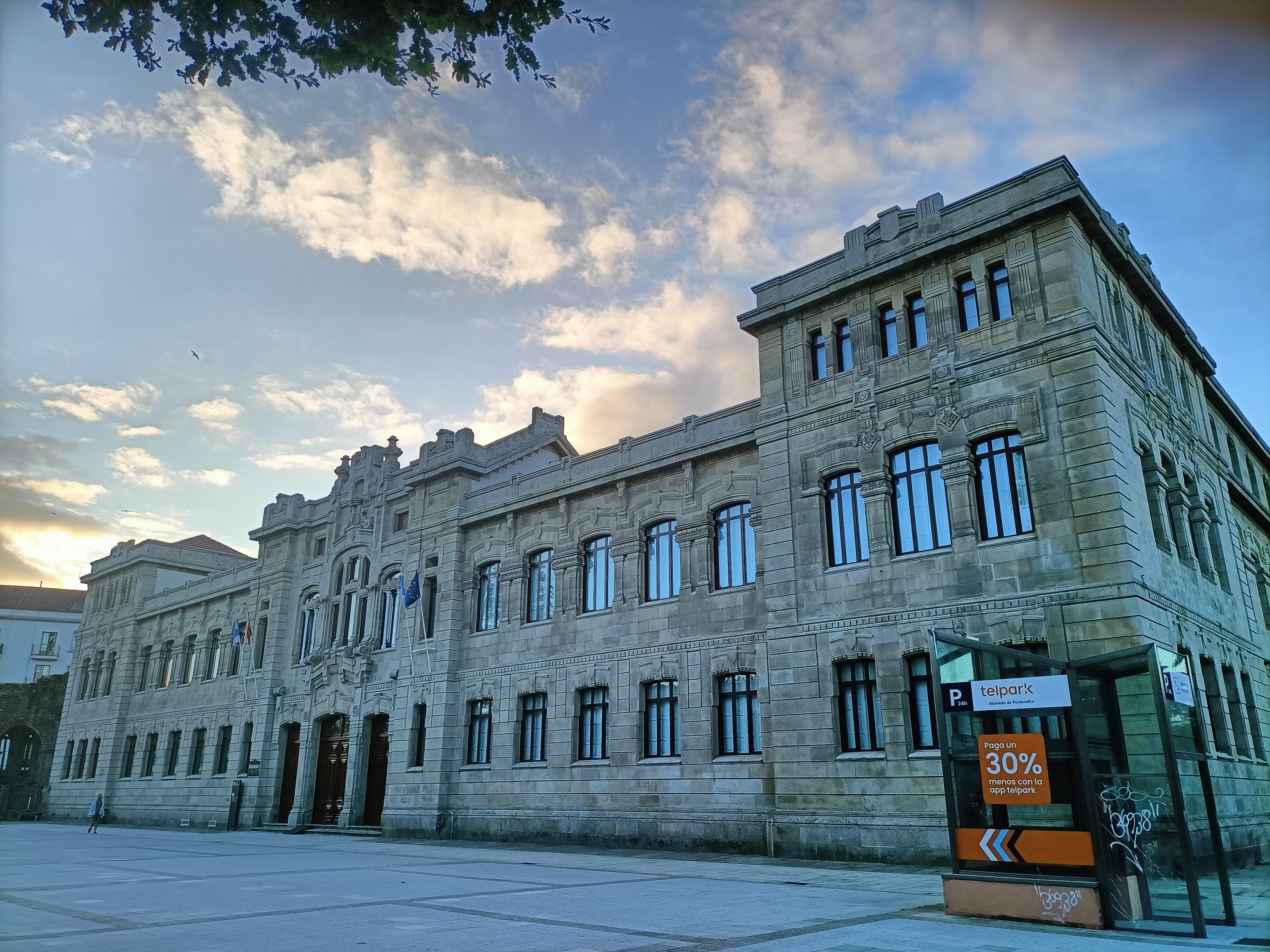
Fachada principal
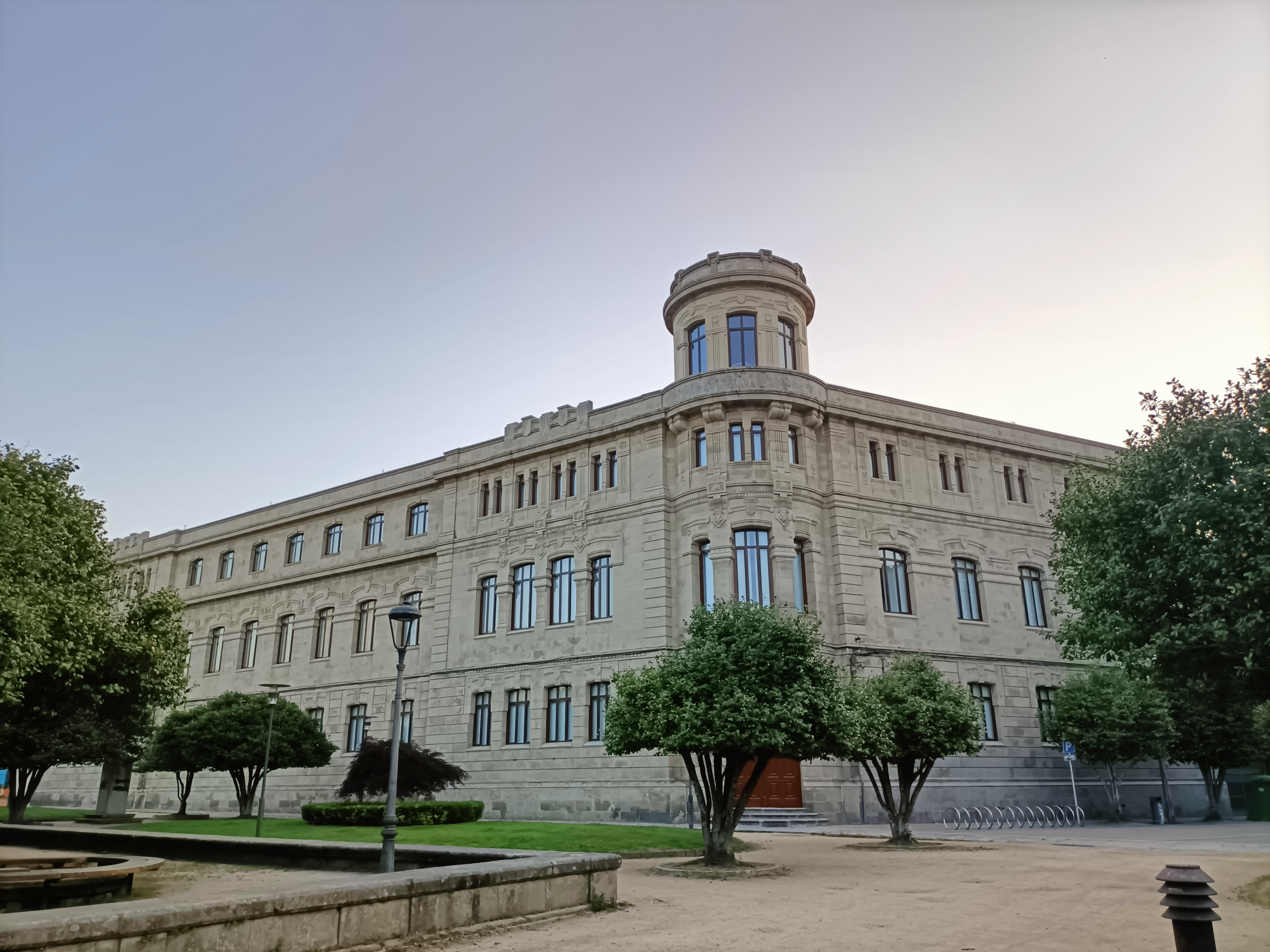
Fachada trasera y torre
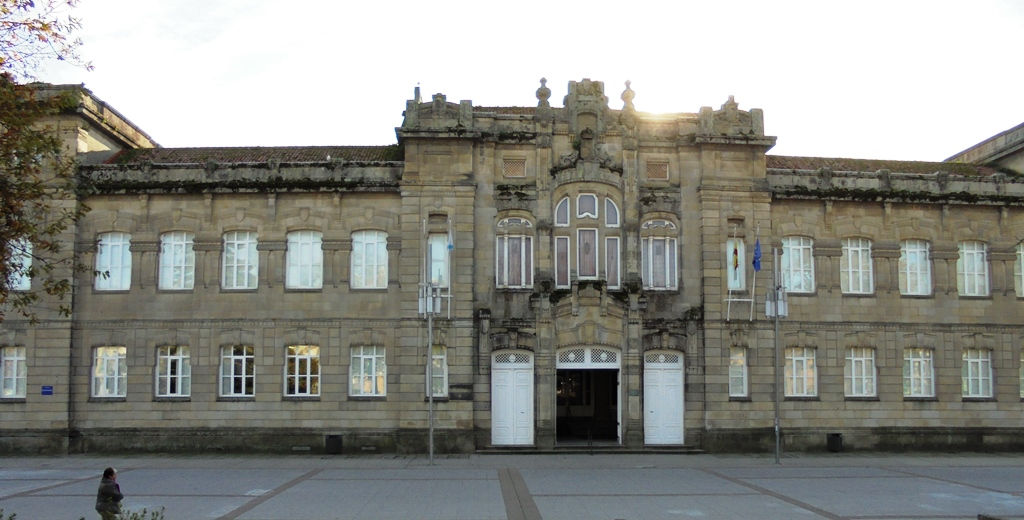
Fachada principal
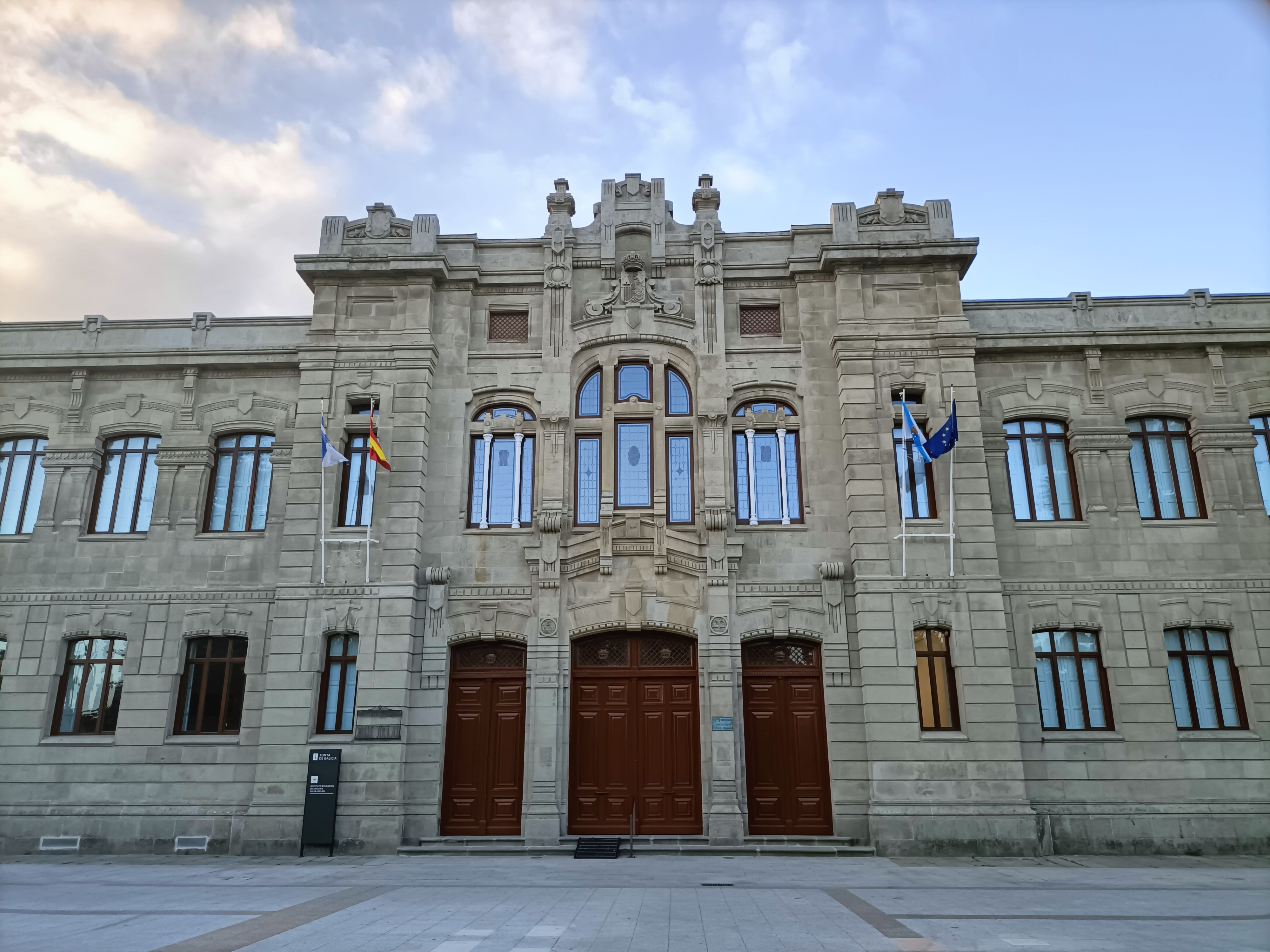
Entrada
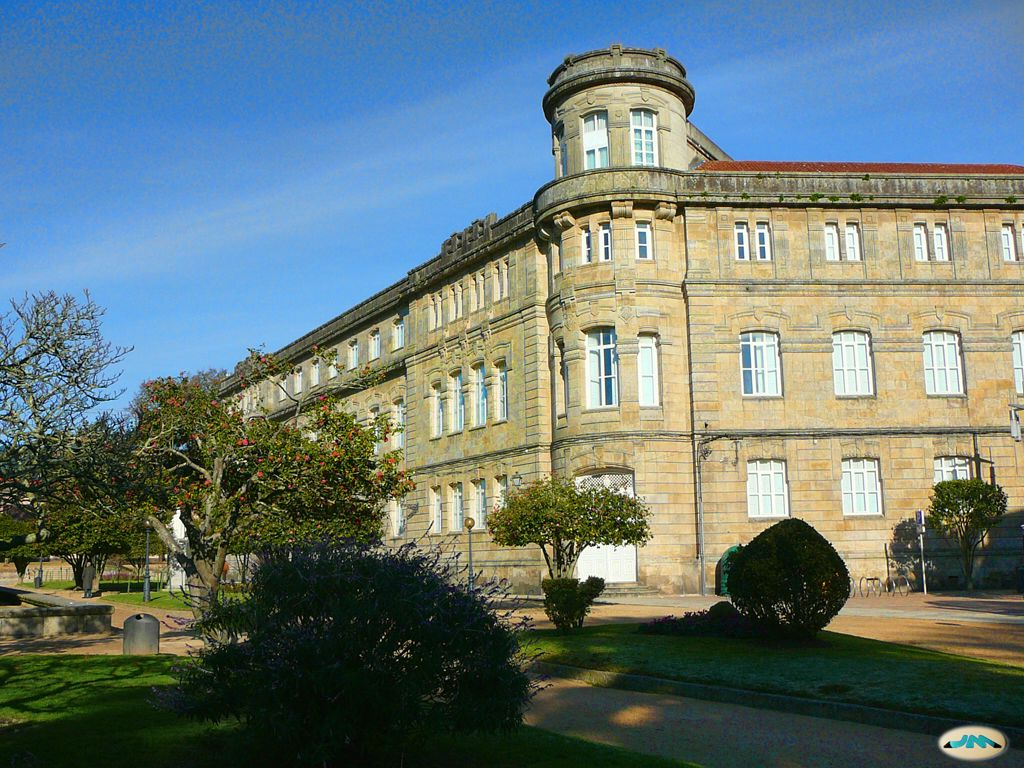
Fachadas lateral y trasera
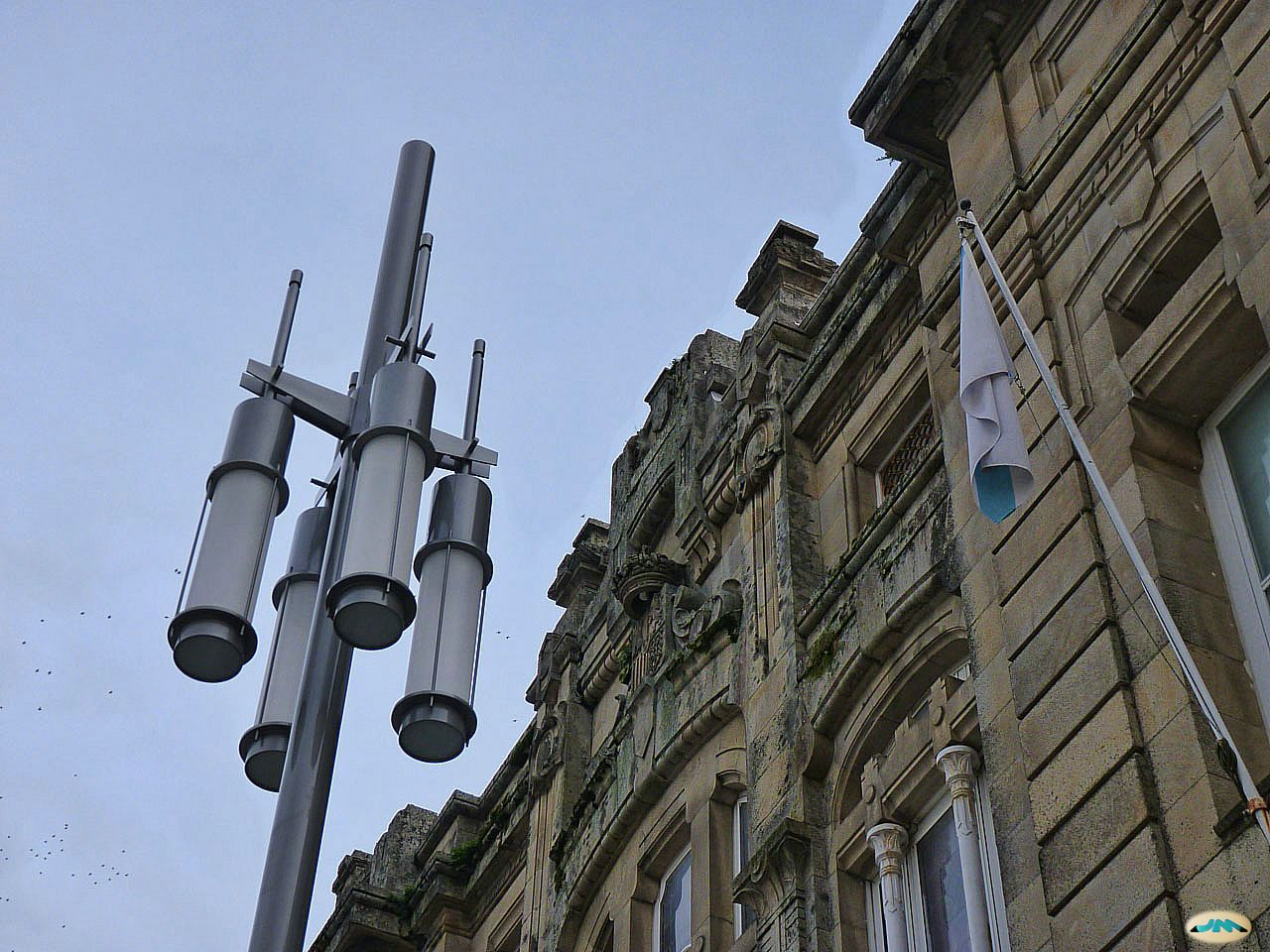
Detalle de la fachada
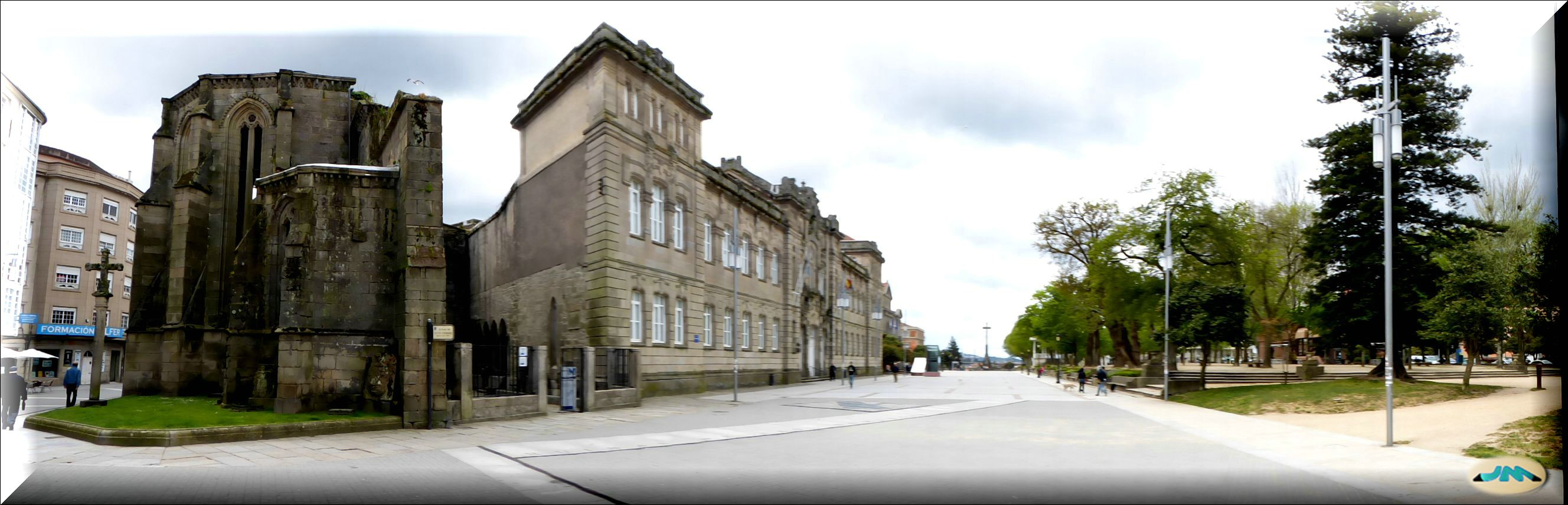
Instituto Valle-Inclán al lado de las ruinas de Santo Domingo
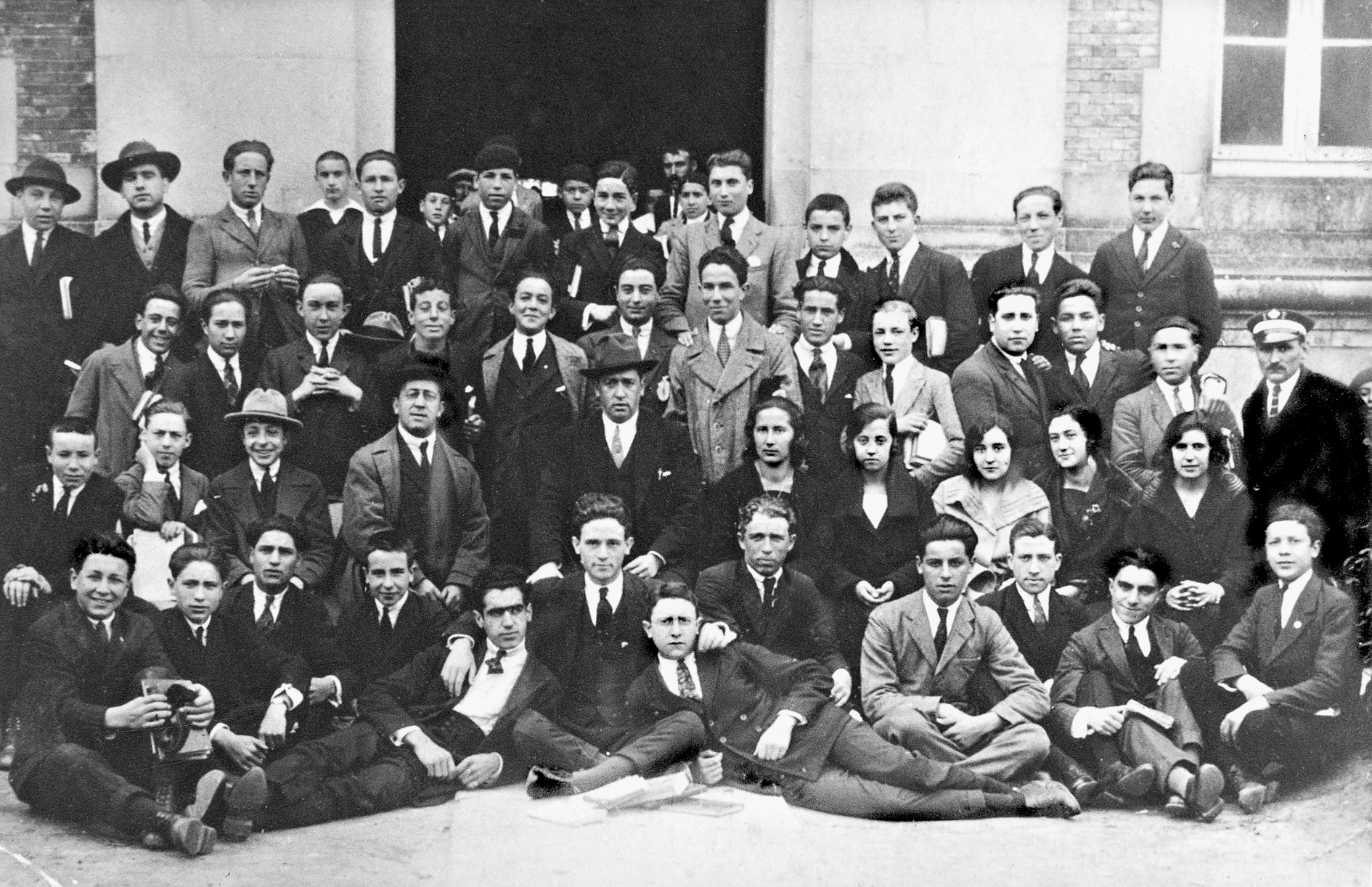
Alumnos en 1923
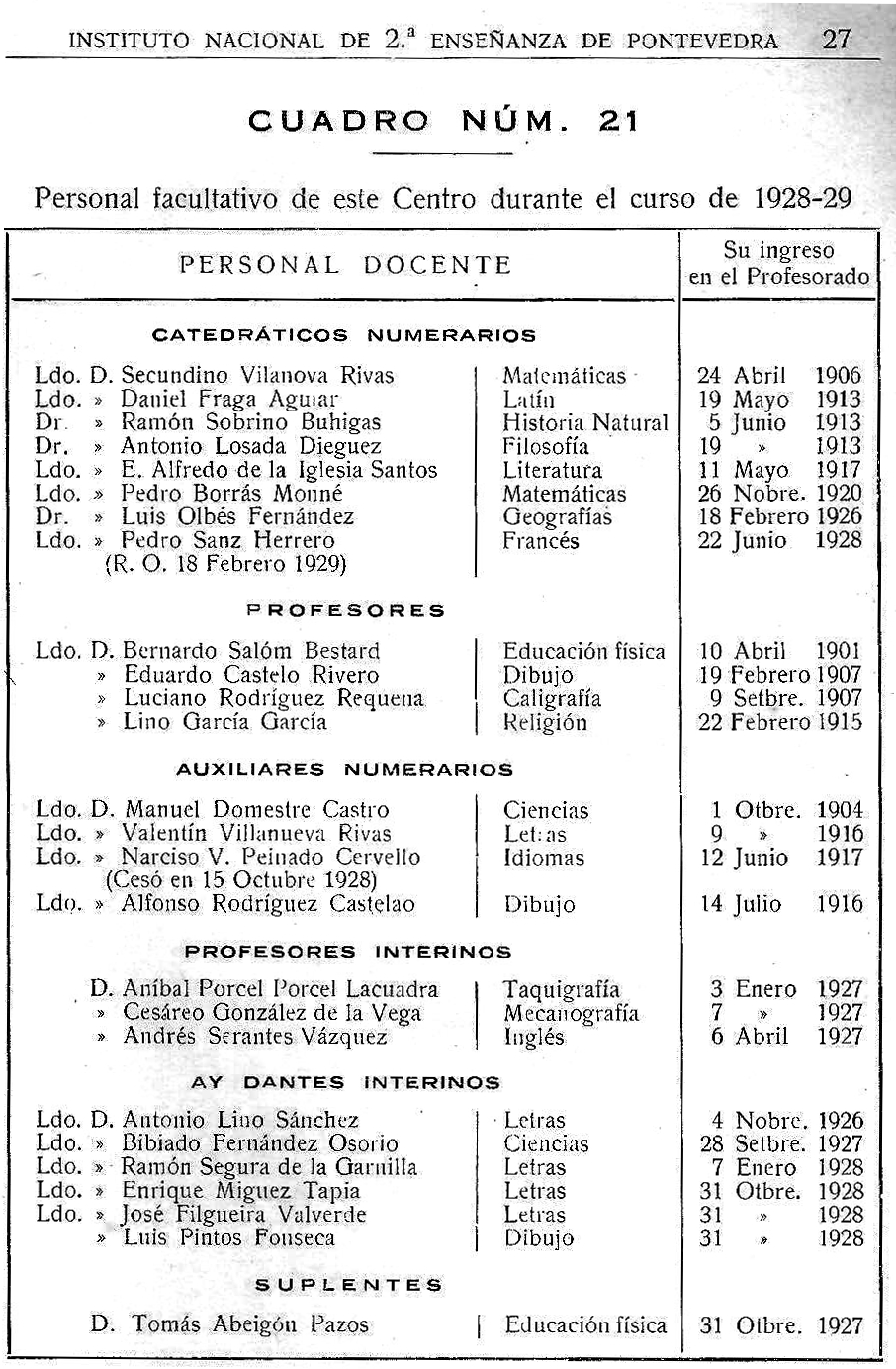
Profesores y asignaturas del curso académico 1928-1929, incluyendo a Castelao como profesor de dibujo
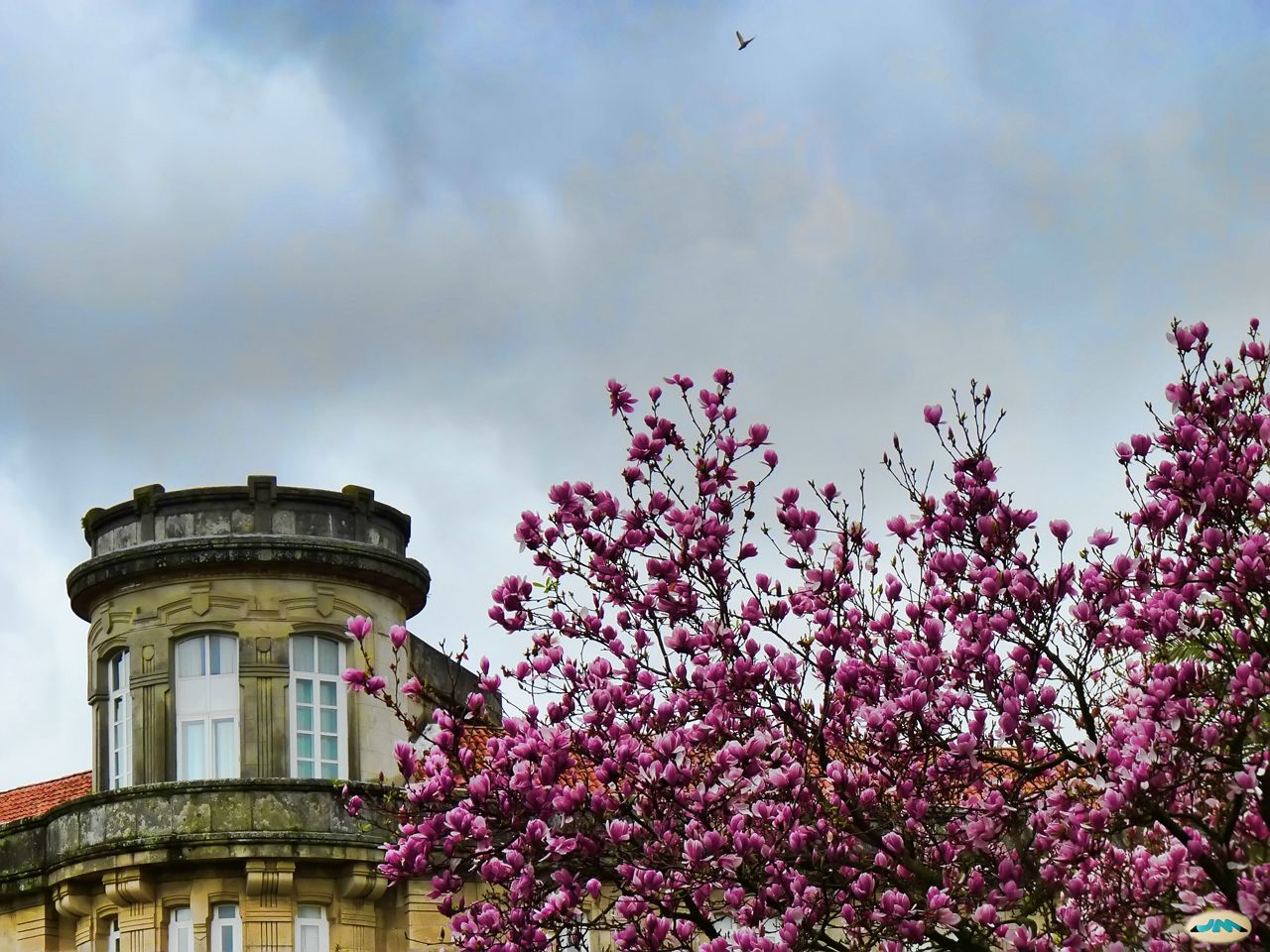
Torre del instituto
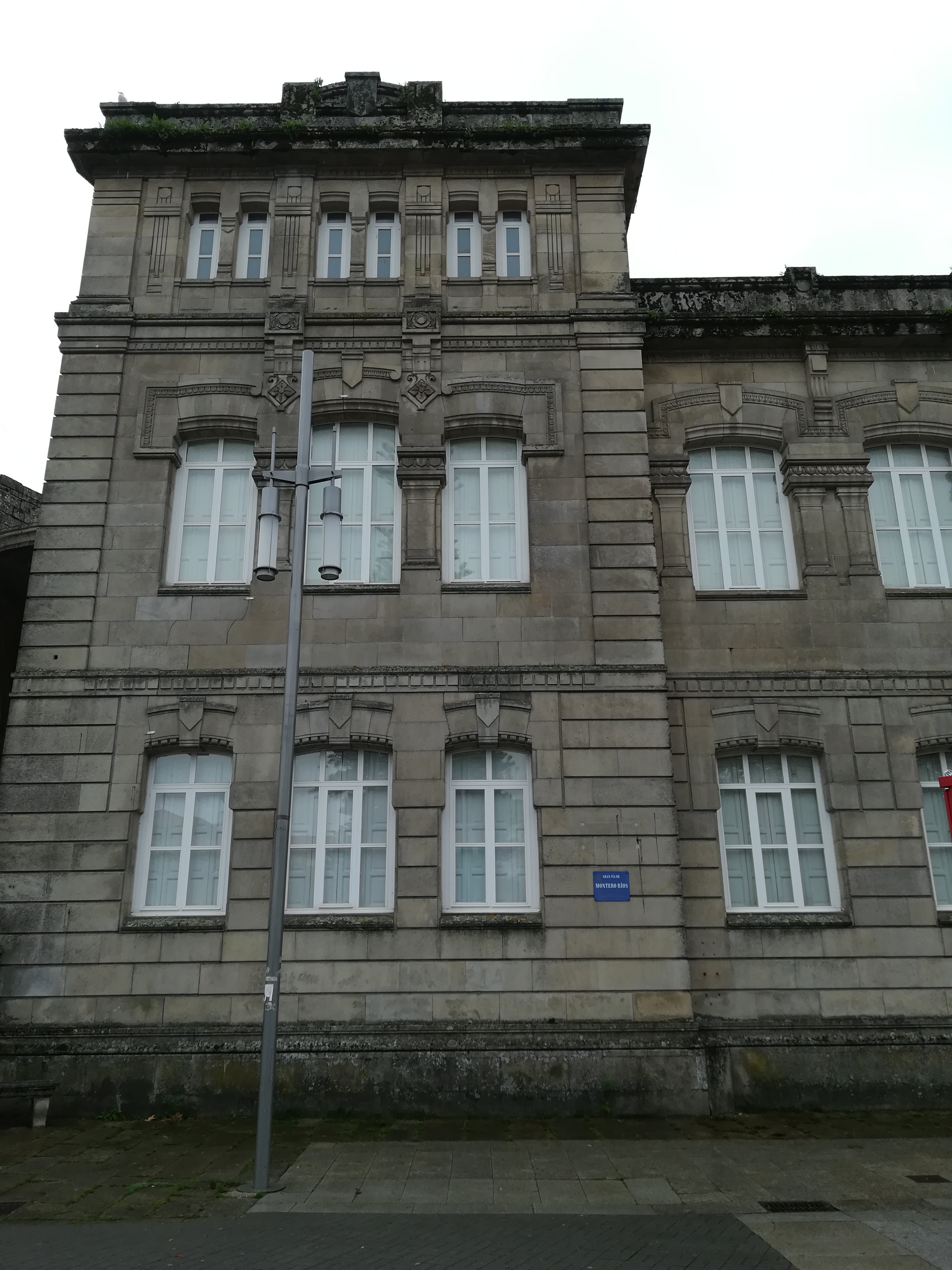
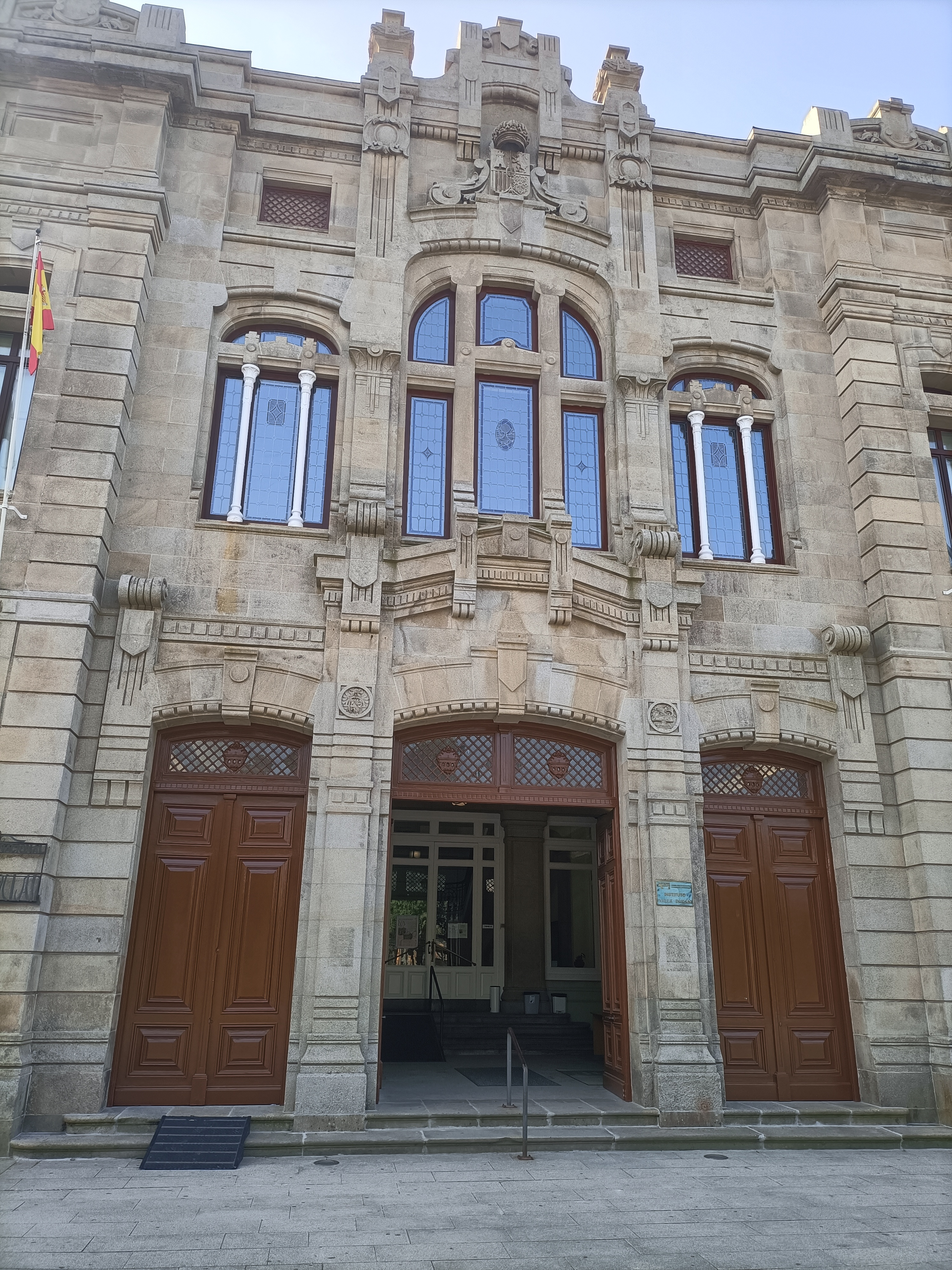
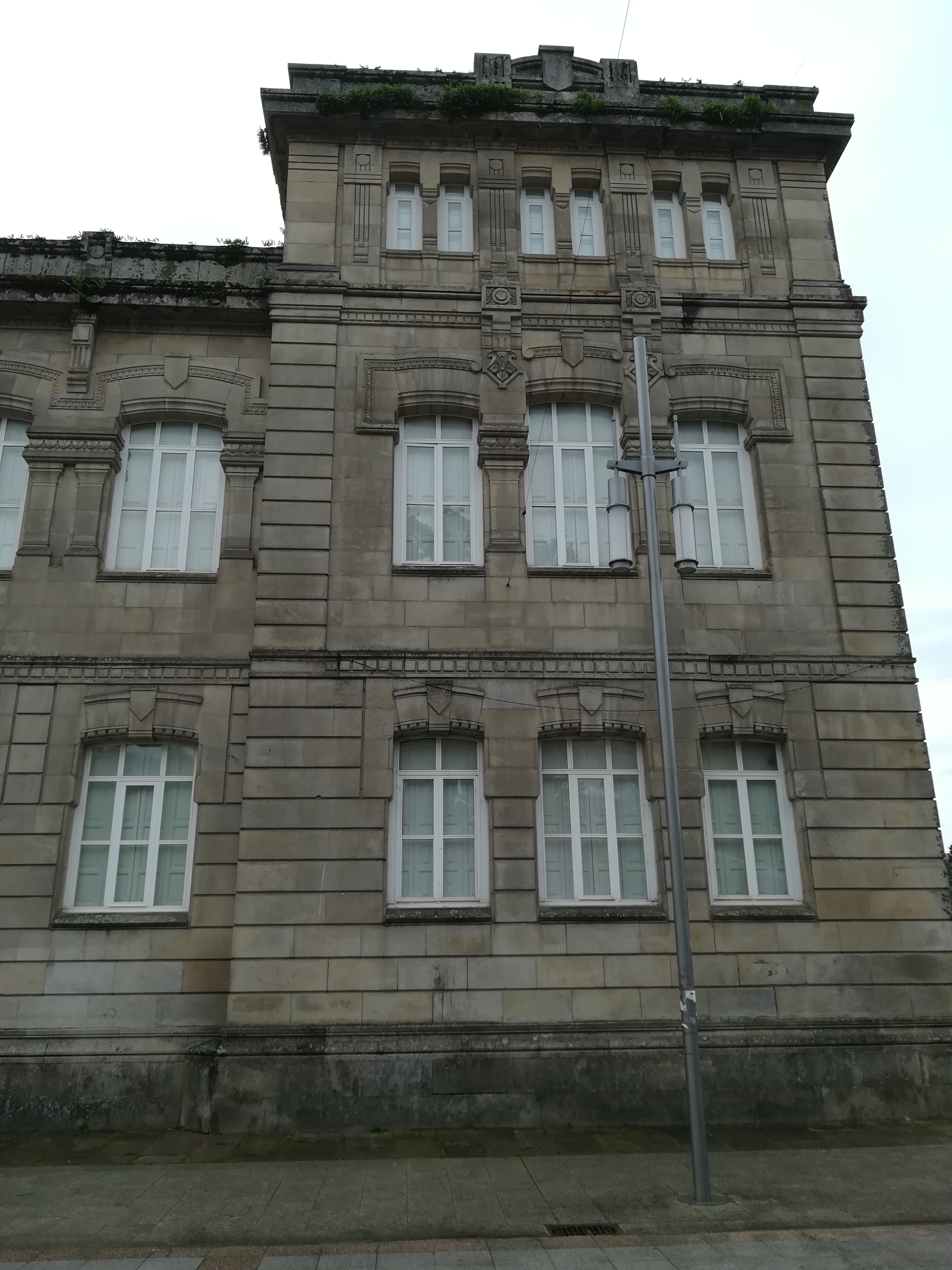
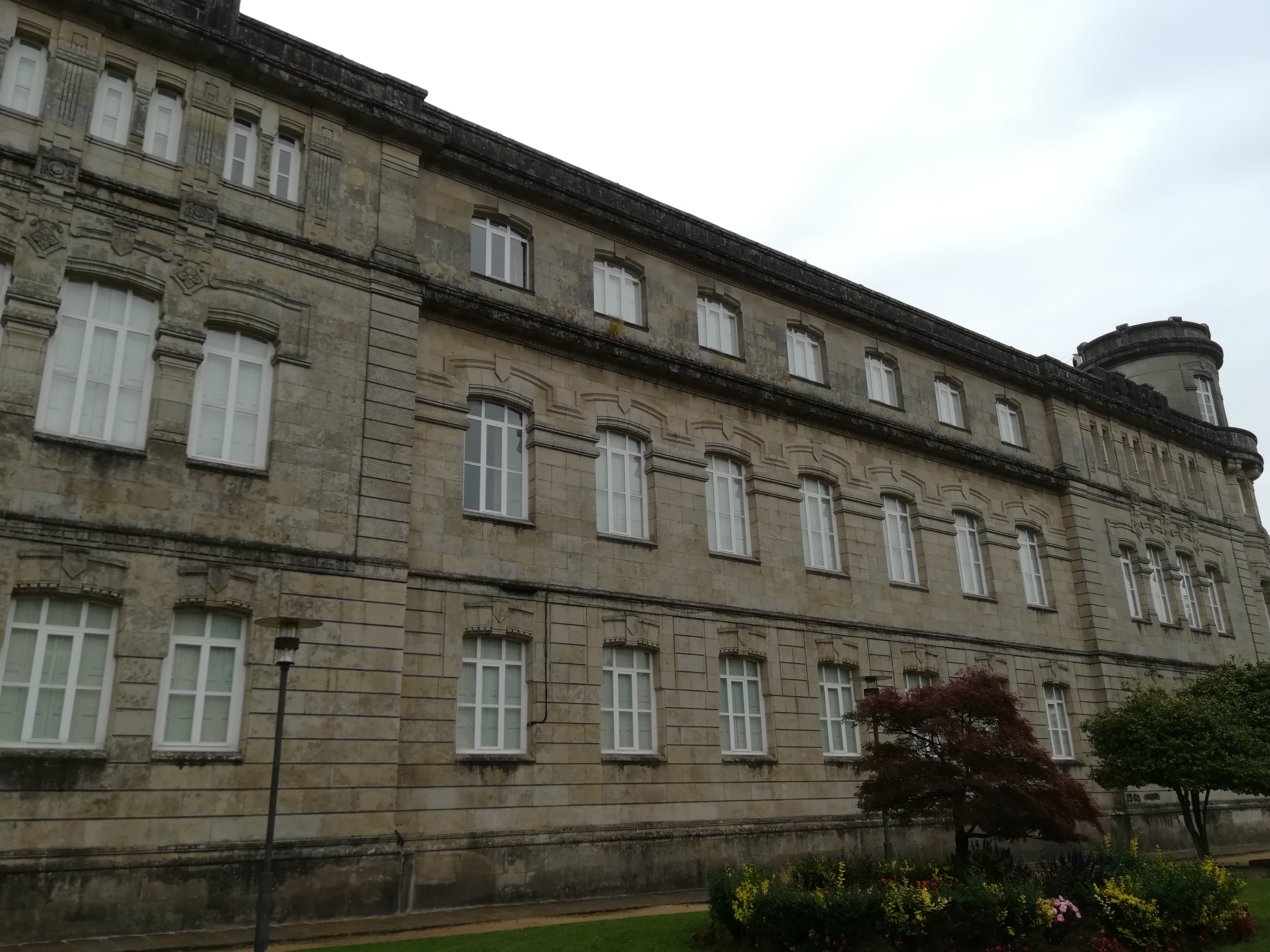
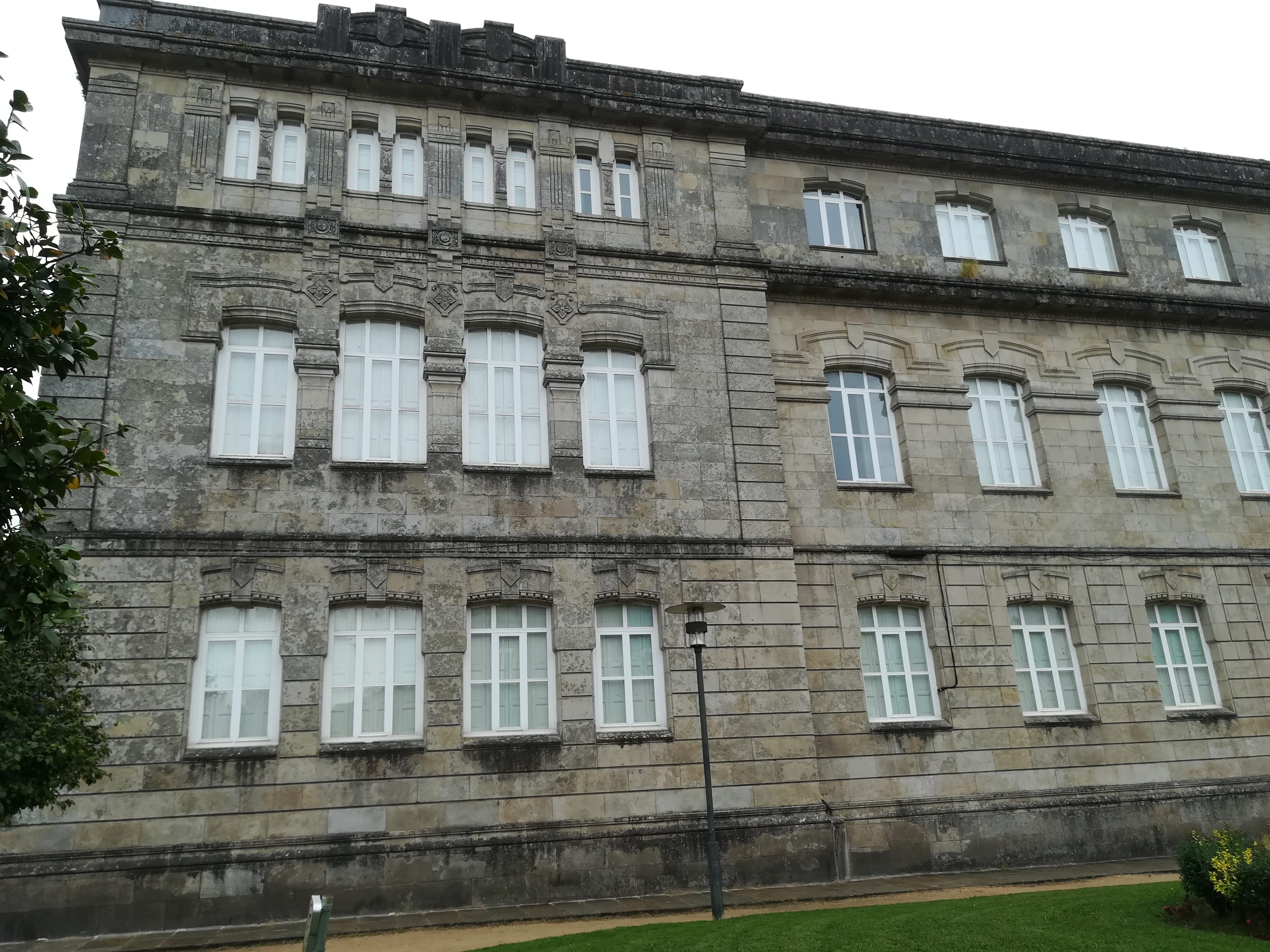
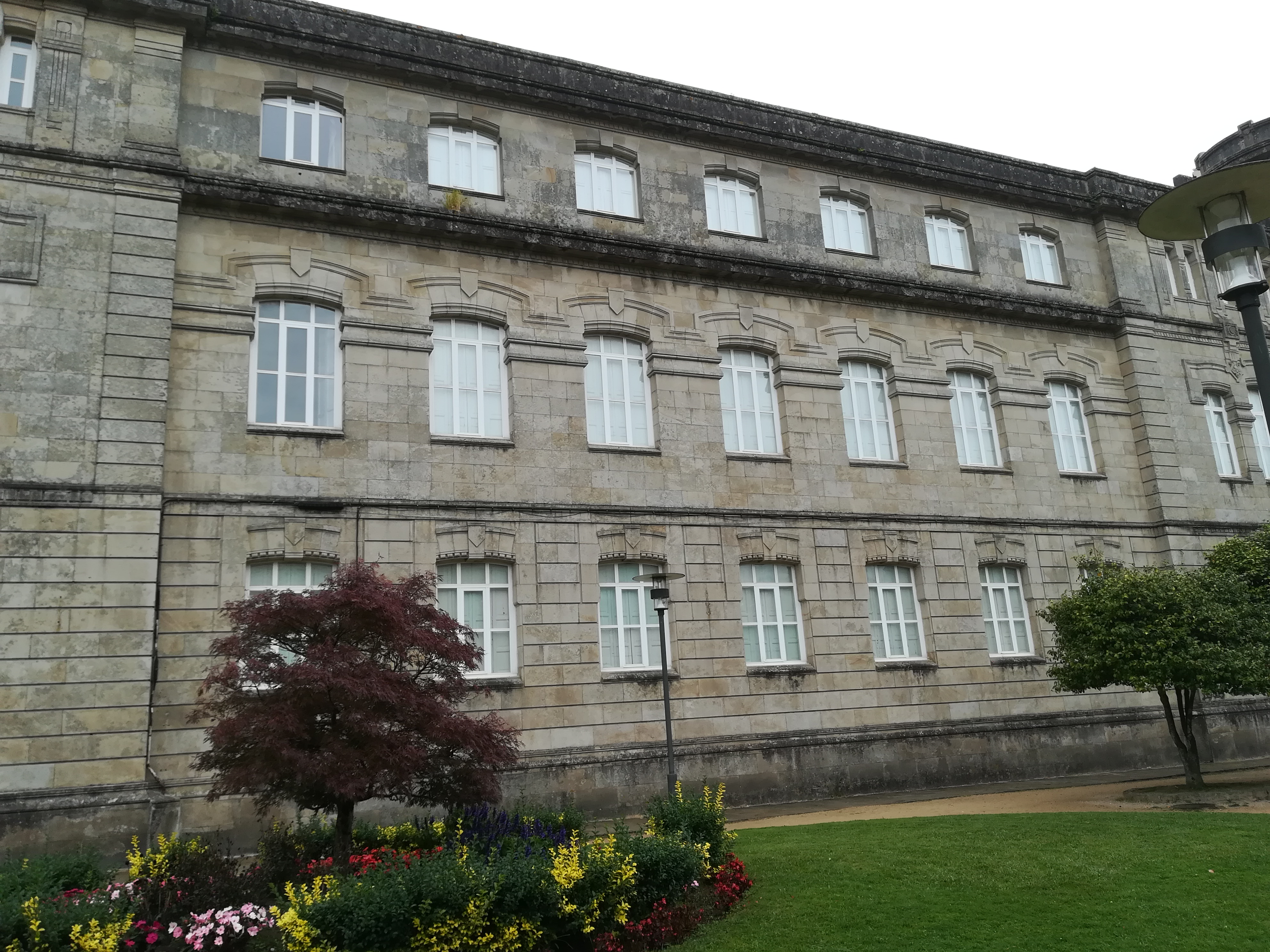
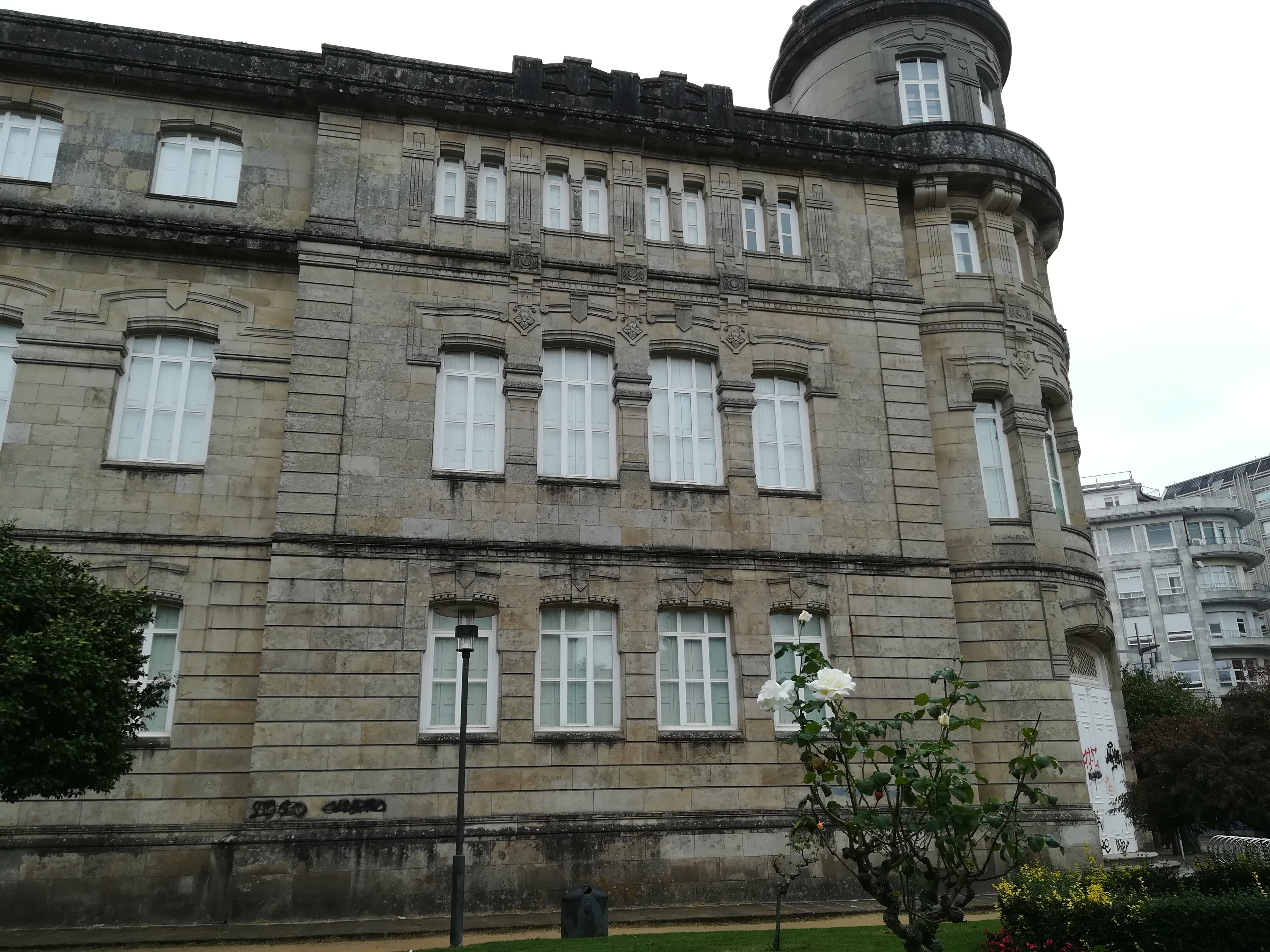
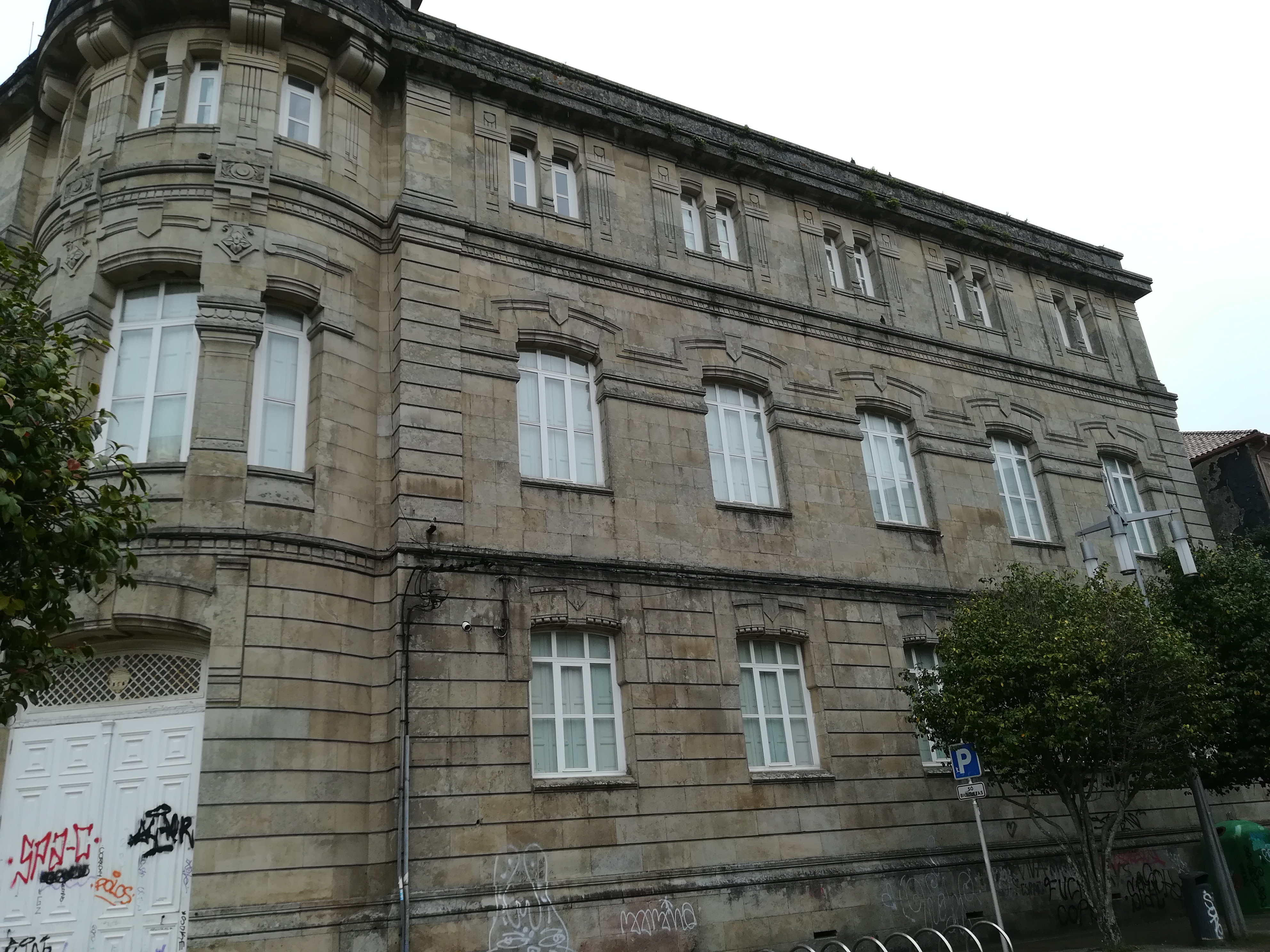
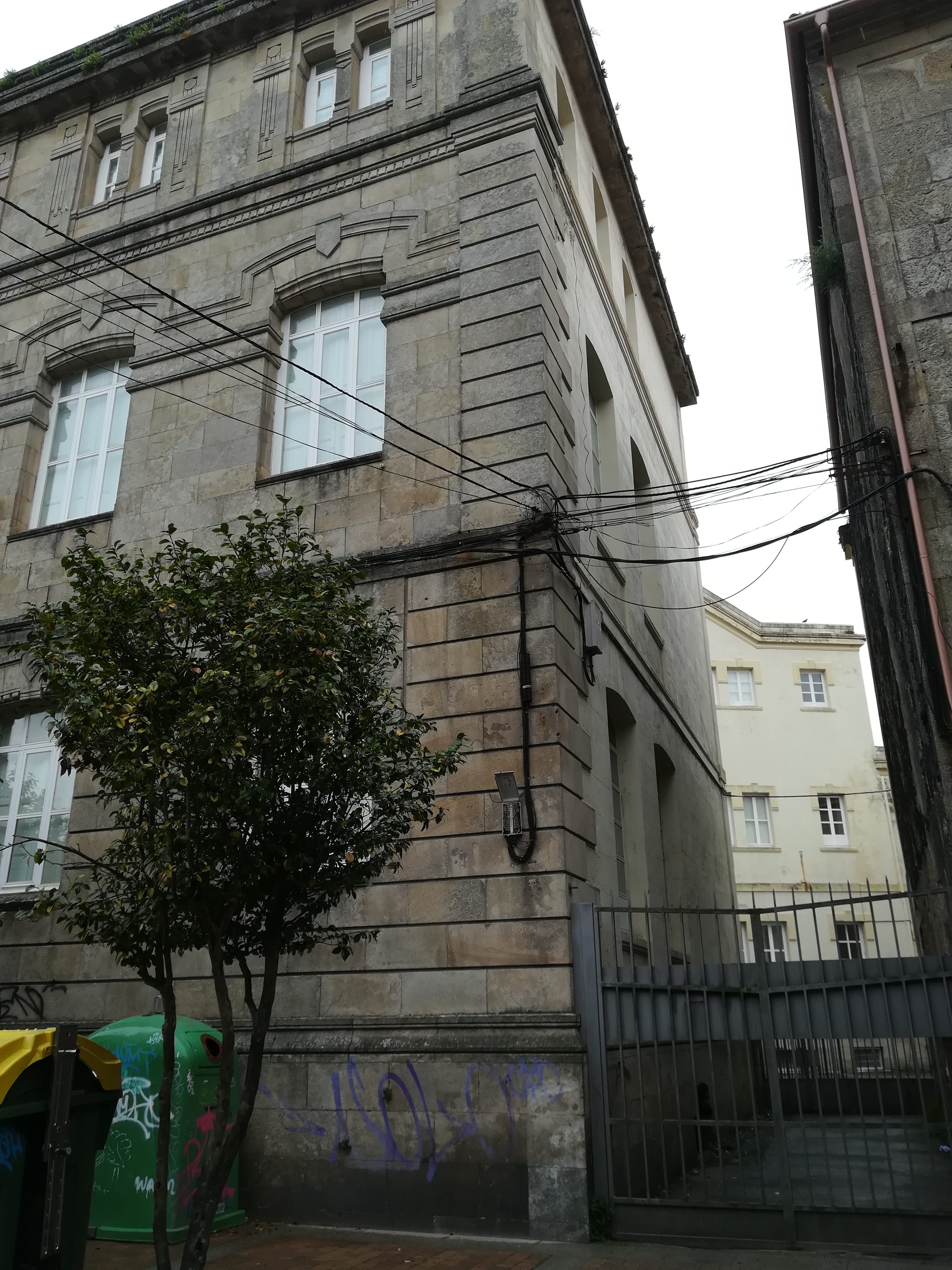
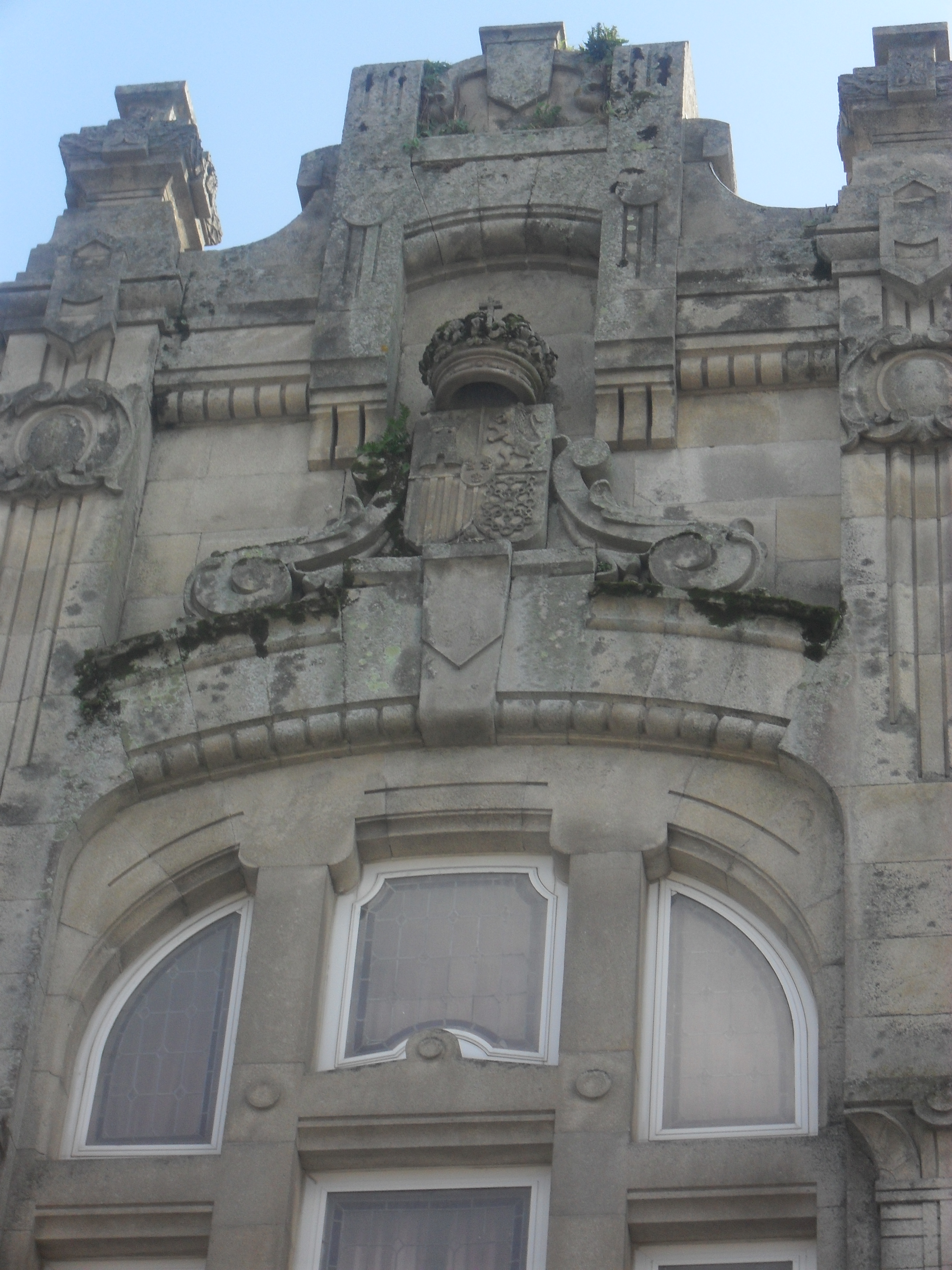